# Тодор Комсиев
Тодор Христов Комсиев е български офицер, генерал-майор, дружинен командир през Балканската (1912 – 1913) и Междусъюзническата война (1913), командир на 14-и пехотен македонски полк (1915 – 1917) и на 2-ра бригада от Сборната пехотна дивизия през Първата световна война (1915 – 1918).

## Биография
Тодор Комсиев е роден на 17 май 1868 г. в Калофер. На 7 ноември 1887 г. завършва Военното на Негово Княжеско Височество училище, произведен е в чин подпоручик зачислен в пехотата. Служи в 9-и пехотен пловдивски полк. На 7 ноември 1890 г. е произведен в чин поручик, а през 1896 г. – в чин капитан. През 1900 г. служи като командир на дисциплинарната рота и на 31 декември 1906 г. е произведен в чин майор. Като майор служи като командир на 2-ра дружина от 20-и пехотен добруджански полк. През 1909 г. е дружинен командир в 1-ви пехотен софийски полк, през 1911 г. е командир на дружина от 7-и пехотен преславски полк и на 22 септември 1912 е произведен в чин подполковник.
На 22 септември 1912 г. е повишен в чин подполковник. През Балканските войни (1912 – 1913 г.) воюва като дружинен командир. От януари 1915 г. е помощник-командир на 6–и пехотен търновски полк. През Първата световна война командва 14–и пехотен македонски полк (1915 – 1917 г.), а след това е командир на 2–ра бригада от Сборната пехотна дивизия. През 1916 г. е повишен в чин полковник.
Подполковник Комсиев взема участие в Балканската (1912 – 1913) и Междусъюзническата война (1913) като като дружинен командир.
По време на Първата световна война (1915 – 1918) подполковник Комсиев командва първоначално 14-и пехотен македонски полк (1915 – 1917), като за тази служба през 1917 г. „за бойни отличия през войната“ съгласно заповед № 679 по Действащата армия е награден с Военен орден „За храброст“, III степен, 2 клас, след което е назначен за командир на 2-ра бригада от Сборната пехотна дивизия. Уволнен е от служба през 1919 г.
На 31 декември 1935 г. е произведен в чин генерал-майор. Умира през 1936 година и е погребан в Централните софийски гробища.

## Военни звания
- Подпоручик (7 ноември 1887)
- Поручик (7 ноември 1890)
- Капитан (1896)
- Майор (31 декември 1906)
- Подполковник (22 септември 1912)
- Полковник (1916)
- Генерал-майор (31 декември 1935)

## Образование
- Военно на Негово Княжеско Височество училище (до 1887)

## Награди
- Военен орден „За храброст“, IV степен, 2 клас
- Орден „Св. Александър“ IV степен с мечове по средата
- Военен орден „За храброст“, III степен, 2 клас (1917)
- Народен орден „За военна заслуга“ V степен на обикновена лента
- Орден „За заслуга“ на обикновена лента